# Antonin Perbosc

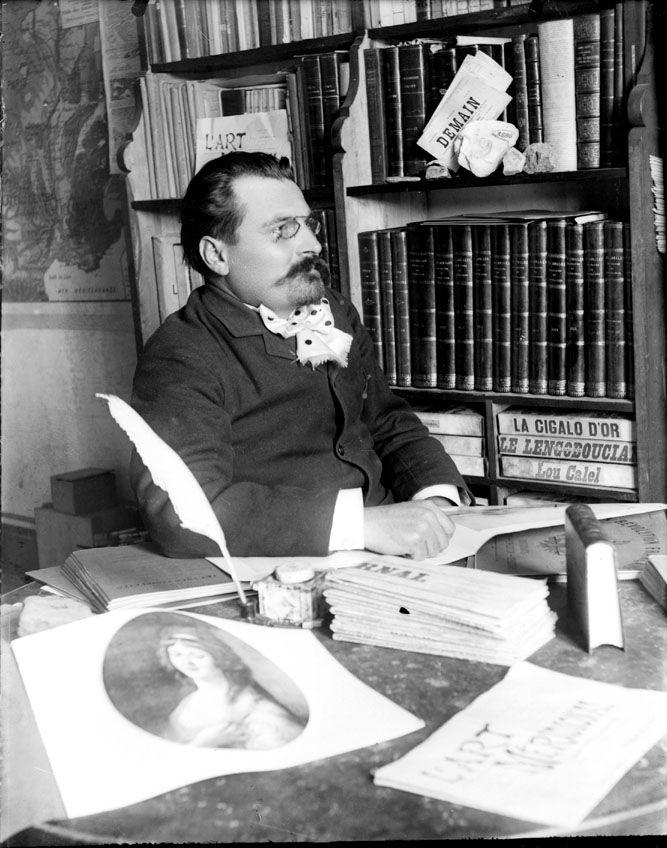
Antonin Perbosc

Antonin Perbosc (* 25. Oktober 1861 in Labarthe; † 6. August 1944 in Montauban) war ein französischer Ethnograph und Schriftsteller okzitanischer Sprache.

## Leben und Werk
Antonin Perbosc war Volksschullehrer an verschiedenen Orten seiner okzitanischen Heimat, darunter von 1893 bis 1908 in Comberouger. Von 1912 bis 1932 war er Bibliothekar in Montauban.
Perbosc setzte sich ab 1886 dafür ein, auf dem Land das okzitanische Patois zu unterrichten und als Basis für einen Französischunterricht zu verwenden, der in Südfrankreich vielerorts den Charakter eines Fremdsprachenunterrichts hatte. Seine Dichtung und sein Engagement im Félibrige brachten ihm schon 1892 als Nachfolger von Auguste Fourès den Sitz Cigalo de la Liberta als Majoral (Akademiemitglied) ein. In Comberouger ließ er durch seine Schüler Volkserzählungen sammeln, die später als ethnographisches Material herausgegeben wurden.
Mit seinen Dichtungen und Aktivitäten erwarb sich Perbosc als „roter“ (republikanischer) Feliber den Ruf eines okzitanischen (statt provenzalischen) Mistral, wobei ihm Prosper Estieu als „Roumanille“ diente. Zusammen mit Estieu gab er eine Zeitschrift mit dem programmatischen Titel Mont-Segur (1896–1899, 1901–1904) heraus, machte sich an eine Graphiereform zur Vereinheitlichung des Okzitanischen und betrieb die Verlagerung des Schwerpunkts weg vom Mistralschen Provenzalischen hin zum Gesamtokzitanischen unter Einschluss des Gaskognischen. Von 1940 bis zu seinem Tod war er Präsident der 1919 gegründeten 'Escòla Occitana'.
Er starb 1944 in Montauban im Alter von 82 Jahren. In Toulouse, Montauban und zahlreichen anderen Orten sind Straßen nach ihm benannt. In Auterive (Haute-Garonne) trägt ein Gymnasium seinen Namen. An der Bibliothek von Montauban war eine Gedenktafel angebracht mit dem Text: „Antonin Perbosc/Fondator de l’occitanisme,/Poèta e reformator de la lenga d’oc,/Pedagogue, etnografe, bibliotecari,/Majoral del felibritge (Cigala de la libertat)“.

## Werke (Auswahl)
- Lo Got occitan. La Coupe occitane. Biblioteca occitana de "Mont-Segur", Toulouse 1903. Didier, Paris 1932.
- (Hrsg.) Anthologie d'un centenaire. Pages choisies des écrivains Tarn-et-Garonnais (1808–1908). Prosateurs. P. Masson, Montauban 1908.
- Guilhèm de Toloza. E. Privat, Toulouse 1908.
- (Hrsg. und Übersetzer) Contes populaires. Première série. Contes de la vallée du Lambon. Paul Masson, Montauban 1914.
- Las cansons del pople. Revista muzicala occitana, Toulouse 1923.
- La debanadora. Contes e burlas del campèstre. "Oc". Éditions du travail, Toulouse 1924.
- Second Livre des oiseaux. Segond Libre del auzèls. E.-H. Guitard, Toulouse 1930. (zweisprachig)
- Contes vièls e novèls. I. Fablèls. Éditions "Occitania", Paris 1936.
- Contes de Gascogne. Éditions Erasme, Paris 1954. (Einführung von Camille Soula, 1888–1963)
- Lo Libre del campèstre. Institut d'études occitanes, Toulouse 1970. Institut occitan, Pau 2000.
- Manifestes occitans. Intégrale de l'œuvre en prose occitane et française. Hrsg. Félix Castan (1920–2001). 1976.
- Contes licencieux de l'Aquitaine. 1. Éditions du Groupe audois de recherche et d'animation ethnographique, Carcassonne 1984. (Vorwort von Josiane Bru)
- Le Langage des bêtes. Mimologismes populaires d'Occitanie et de Catalogne. Hrsg. Josiane Bru. Centre d'anthropologie des sociétés rurales, Toulouse 1988. (Vorwort von Daniel Fabre)
- L'arada. Hrsg. und Übersetzer Xavier Ravier. Institut occitan, Biarritz 2000. (zuerst 1906)
- Contes atal. Letras d'òc, Toulouse 2006. (Nachwort von Josiane Bru)
- Les langues de France à l'école et quelques autres textes sur la question. Hrsg. Hervé Terral. Trabucaire, Canet 2006.
- Istorietas del tucolet. Letras d'òc, Toulouse 2011.
- Lo libre dels ausèls. IEO éditions, Puylaurens 2011.
- Per tal astre. Académie de Montauban, Montauban 2011.
- Au país de la gata blanca. Contes populars amassats a Combarogèr. Hrsg.  Josiana Bru und Joan Eygun. Letras d'òc, Toulouse 2013.
- Fablèls calhòls. Letras d'òc, Toulouse 2016.
- Contes de Gascogne recueillis en Tarn-et-Garonne. Éditions des Régionalismes, Cressé 2020.